# Beinn a' Chaorainn (Highland)
Beinn a' Chaorainn är ett berg i Storbritannien.   Det ligger i kommunen Highland och riksdelen Skottland, i den nordvästra delen av landet, 700 km nordväst om huvudstaden London. Toppen på Beinn a' Chaorainn är 1 052 meter över havet, eller 349 meter över den omgivande terrängen. Bredden vid basen är 4,0 km.
Terrängen runt Beinn a' Chaorainn är huvudsakligen kuperad.Runt Beinn a' Chaorainn är det mycket glesbefolkat, med 2 invånare per kvadratkilometer. Närmaste större samhälle är Spean Bridge, 16,7 km väster om Beinn a' Chaorainn. I omgivningarna runt Beinn a' Chaorainn växer i huvudsak blandskog.